# Aplocera evanescens
Aplocera evanescens är en fjärilsart som beskrevs av Eugen Wehrli 1931. Aplocera evanescens ingår i släktet Aplocera och familjen mätare. Inga underarter finns listade i Catalogue of Life.